# San Cibrao (Cervo)

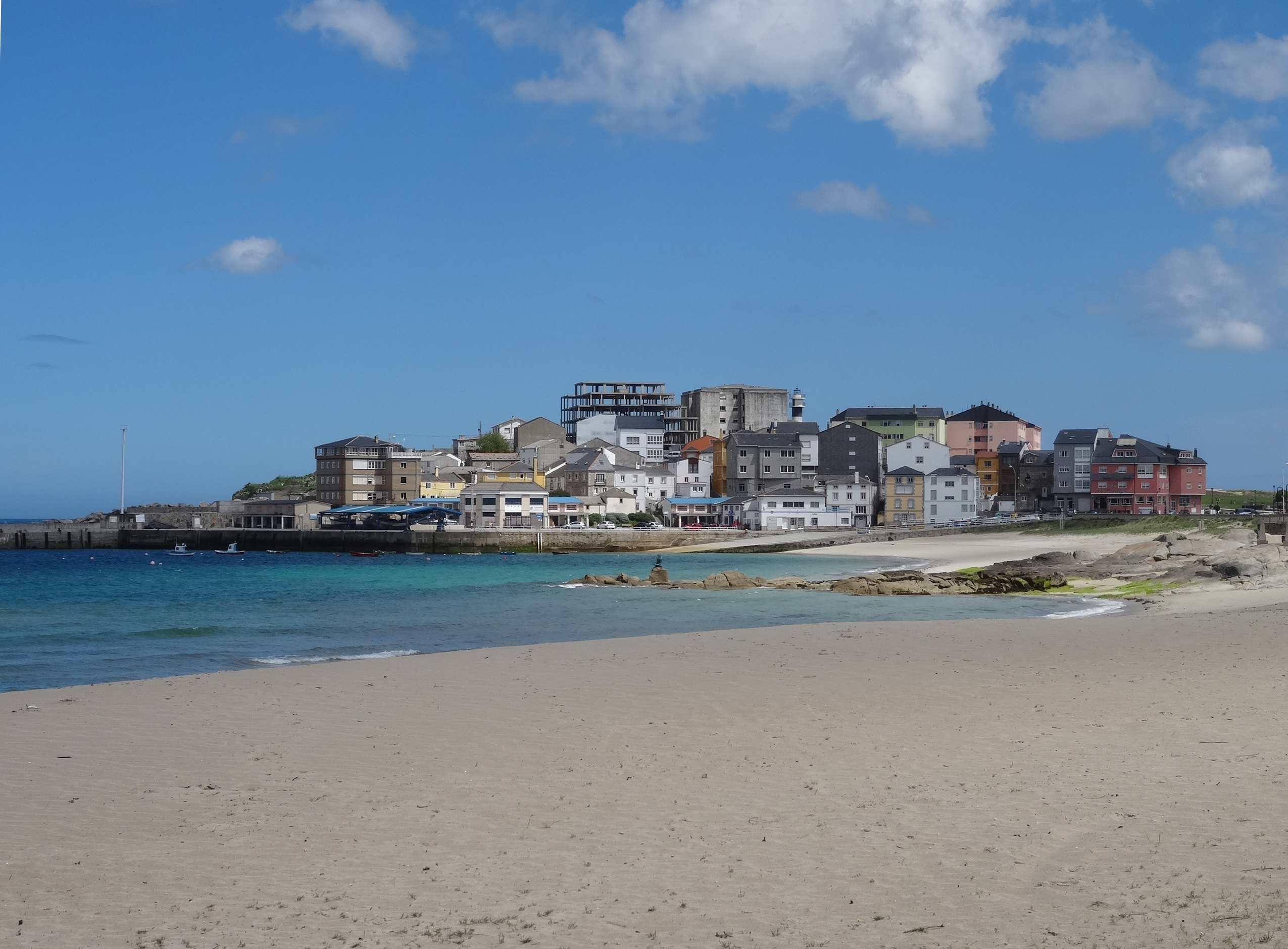
Península de San Cibrao

San Cibrao és un llogaret del municipi de Cervo, a la província de Lugo, que forma part de la parròquia de Lieiro. L'any 2009 tenia una població de 2.138 habitants.
Part de la vila es troba en una península en el mar Cantàbric, formada per la unió d'una illa amb el continent a causa de l'acumulació de sorra. Té diverses platges, com les de Cubeles, O Torno i A Canosa, les dues últimes amb la distinció de Bandera Blava de la Unió Europea.
A un quilòmetre i mig de la costa es troben les illes Farallóns, origen de la llegenda d'A Maruxaina, un ésser meitat peix meitat dona que toca el corn amb bones o males intencions. En el mes d'agost se celebra la festa d'A Maruxaina, declarada d'interès turístic.
En els segles xiv i xv hi havia drassanes de caravel·les i una fàbrica de salat. A l'antic grup escolar hi ha el museu del Mar de San Cibrao. La multinacional Alcoa té una planta d'alumini a la localitat. El seu port és un dels més importants de la costa cantàbrica.